# Dibekacină
Dibekacina este un antibiotic din clasa aminoglicozidelor, fiind un analog de kanamicină.